# Cha Dong-Min
Cha Dong-Min (en coreano: 차동민; Seúl, 24 de agosto de 1986) es un deportista surcoreano que compite en taekwondo.
Participó en tres Juegos Olímpicos de Verano entre los años 2008 y 2016, obteniendo dos medallas, oro en Pekín 2008 y bronce en Río de Janeiro 2016. Ganó una medalla de plata en el Campeonato Mundial de Taekwondo de 2011, y una medalla de oro en el Campeonato Asiático de Taekwondo de 2012.

## Palmarés internacional
| Juegos Olímpicos    | Juegos Olímpicos             | Juegos Olímpicos  | Juegos Olímpicos |
| Año                 | Lugar                        | Medalla           | Categoría        |
| ------------------- | ---------------------------- | ----------------- | ---------------- |
| 2008                | Pekín (China)                | Medalla de oro    | +80 kg           |
| 2016                | Río de Janeiro (Brasil)      | Medalla de bronce | +80 kg           |
| Campeonato Mundial  |                              |                   |                  |
| Año                 | Lugar                        | Medalla           | Categoría        |
| 2011                | Gyeongju (Corea del Sur)     | Medalla de plata  | –87 kg           |
| Campeonato Asiático |                              |                   |                  |
| Año                 | Lugar                        | Medalla           | Categoría        |
| 2012                | Ciudad Ho Chi Minh (Vietnam) | Medalla de oro    | +87 kg           |